# Lago di Texcoco
Il lago di Texcoco (pron. tescòco, o più precisamente teshcòco; nahuatl: ātezcatl Texcoco o Tetzcohco) faceva parte di un sistema di laghi, in via di estinzione, localizzati al sud-est della valle del Messico, nel centro del Messico. La storia che ha portato all'estinzione di buona parte della superficie dei corpi d'acqua che costituivano il sistema cominciò in epoca precolombiana. Nel 1325 i mexica (aztechi) iniziarono la costruzione di isole artificiali nei punti bassi della laguna, con il proposito di guadagnare terra da coltivare, o, nel caso di Tenochtitlán, per costruire una vasta città.
Nel XVII secolo, quando gli spagnoli avevano sottomesso i territori che chiamarono Nueva España, la capitale del viceregno fu oggetto di innumerevoli inondazioni. Fu così che si pensò di costruire opere di drenaggio che, continuate dai successivi governi nell'epoca del Messico indipendente, hanno portato alla scomparsa quasi totale dei cinque laghi che formavano il sistema.
La conca lacustre della valle del Messico era formata dai laghi di Zumpango, Xaltocan, Texcoco, Xochimilco e Chalco. Occasionalmente si parla della laguna de México, ma solo quando si fa riferimento al periodo storico in cui gli indigeni costruirono una diga tra la sierra de Guadalupe, a nord del lago di Texcoco, e il cerro de la Estrella, nel sud dello stesso. Una caratteristica singolare del sistema di laghi era il carattere distinto delle sue acque. Mentre i laghi di Xochimilco e Chalco erano formati da acque dolci, le acque dei Texcoco, Zumpango e Xaltocan erano salmastre. L'acqua dei laghi della valle del Messico non era di aiuto per la vita umana. Le acque salmastre non erano potabili, e quelle dolci nemmeno, perché erano infestate dei residui delle piante ed animali che popolavano l'ecosistema. Così, gli antichi abitanti delle rive e degli isolotti di questi ultimi tre laghi si dedicavano all'estrazione del sale che ottenevano mediante l'evaporazione di acqua dal lago.

## Geografia fisica

### Descrizione dell'invaso lacustre
La superficie totale del bacino idrologico del lago Texcoco (che include anche i laghi del nord e del sud della valle del Messico) si estende per più di 2000 chilometri quadrati.
Il lago Texcoco faceva parte del sistema di laghi che copriva buona parte della superficie della valle del Messico. Nella stagione delle piogge, il lago si univa con gli altri quattro, che si trovavano tra le catene montuose che circondano la valle. A nord del lago si trovavano due piccole lagune di acqua salata. Queste furono chiamate di Xaltocan e Zumpango. Sono nomi nahuatl, imposti dopo l'arrivo dei popoli che parlavano tale lingua al centro del Messico. Il limite tra il lago Texcoco e il lago Xaltocan era segnato da un canale che passava tra il nord della sierra de Guadalupe e le cime che segnano la divisione tra il cuore della valle del Messico e la valle di Teotihuacan. Verso sud, il lago Texcoco si estendeva fino alla penisola di Iztapalapa e si congiungeva al lago di Xochimilco attraverso un passaggio tra la cima di Estrella e la pianura alluvionale di Coyoacán.
Il lago Texcoco si alimentava delle acque provenienti da due catene montuose che lo circondavano. A ponente, si trova la sierra de las Cruces, da dove scorrono ancora i fiumi Magdalena, Becerra, Barranca del Muerto, Eslava, Mixcoac e San Ángel. A oriente, numerosi ruscelli scendavano dalle nevi della sierra Nevada verso Texcoco, Chimalhuacán e Atenco. Tra questi fiumi erano il Coatepec e il Chapingo. I suoi confini sud e nord erano disegnati dalla sierra de Guadalupe e dalla sierra de Santa Catarina, i cui corsi d'acqua contribuivano a portare acqua al lago solo nella stagione delle piogge, dato che lì non nascevano correnti permanenti.
Nell'interno del lago vi erano numerosi isolotti. Tranne gli isolotti del Peñón de los Baños e il Peñón Viejo, il resto delle isole erano pianeggianti. Si trovavano specialmente nella regione occidentale del lago. Alcune di queste isole sono celebri nella storia preispanica del Messico, dato che furono domicilio di popoli come gli Aztechi. Forse la più grande era l'isola di Tenochtitlan, luogo che comprende l'area del centro storico della Città del Messico, capitale dello Stato azteco. A nord di questa, si trovava l'isola di Tlatelolco, in cui si svolgeva il mercato più grande del periodo postclassico mesoamericano. A sudest, un gruppo di isolotti si trovavano tra quelli del Messico e la riviera di Iztapalapa. Tra loro vi sono quelli di Iztacalco e Pantitlán.
Fa parte del bacino della valle del Messico, un sistema di laghi che comprendeva i laghi di Xochimilco, Chalco, Xaltocan e Zumpango. Si trattava di un lago di acqua salata, dal quale in epoca precolombiana si otteneva l'acqua per l'agricoltura. Dopo la distruzione delle dighe indigene che contenevano la loro crescita, le acque del lago di Texcoco inondavano periodicamente Città del Messico, dal secolo XVI fino al XIX secolo. Questa fu la ragione che portò le autorità del viceregno e la repubblica indipendente a ideare un sistema di scarico che finì per ridurre l'area dei laghi. Sul finire del XX secolo, il governo del Messico mise in atto un programma di recupero del corpo d'acqua, sebbene per questioni economiche sia stato sospeso.

### Fisiografia e geologia
L'invaso del Texcoco appartiene alla subprovincia X dei Laghi e Vulcani dell'Anáhuac. Si tratta di una zona molto giovane in termini di tempo geologico. A sua volta, Laghi e Vulcani del Anáhuac appartiene alla provincia geologica della Fascia Vulcanica Trasversale, corrispondente alla zona di alta attività vulcanica che attraversa il territorio del Messico dalla costa del Pacifico alla costa del Golfo, più o meno seguendo il parallelo 19º N.
La superficie dell'invaso si formò durante il periodo quaternario dell'era cenozoica. Si tratta di un suolo con alto grado di salinità, salinità che a sua volta si trasmetteva all'acqua con cui era in contatto. Era circondato da catene montuose, composte per la maggior parte di rocce ignee effusive, risultato del vulcanismo della Fascia Vulcanica Trasversale. La sierra de Guadalupe e il cerro Chimalhuache sorsero durante il periodo quaternario, come il bacino stesso del lago. La penisola di Iztapalapa, la sierra de las Cruces e la valle di Teotihuacan sono regioni geologiche più antiche, sorsero durante il periodo terziario. Le prime due sono formate da vulcani inattivi, cosicché come la sierra de Guadalupe, sono composte da rocce ignee. La superficie della valle di Teotihuacan è invece formata da rocce sedimentarie.
Durante il periodo terziario, il bacino del lago scaricava verso la conca del Balsas. Durante il successivo periodo geologico, l'uscita delle acque fu fermata per l'emergenza della sierra de Ajusco-Chichinauhtzin.
I suoli predominanti del bacino del lago Texcoco sono del tipo solončak gleico e molico, di granulometria fine. Questo implica che quando il processo di disseccamento dei laghi lasciò ampie zone dell'invaso esposte all'aria, la zona orientale della città del Messico si vide coperta con frequenza di grandi mulinelli di polvere. Oggi, tali mulinelli sono stati ridotti dalla pavimentazione delle strade delle nuove zone urbane, ma continuano ad essere una costante in una parte importante dei comuni di Ecatepec de Morelos e Atenco.

### Climatologia
Tutto il bacino del lago e le sue rive sono comprese in una regione con clima semisecco temperato. La temperatura media nella regione è di 14 °C, e la precipitazioni medie in un anno sono inferiori ai 600 mm. La stagione delle piogge comprende i mesi da giugno a ottobre, anche se cadono più abbondanti in luglio e agosto.
Spesso viene detto che il clima della regione dovette essere più mite in epoca precolombiana, prima della deforestazione della valle del Messico e di altre disgrazie che hanno posto la valle in una situazione ambientale delicata. Tuttavia, le indagini archeologiche evidenziano che la parte nordest della valle, corrispondente alla valle di Teotihuacan, fu sempre una regione con scarse risorse idriche, e che le variazioni di temperatura non furono così grandi fino a che il processo di urbanizzazione contribuì alla concentrazione di calore in alcune zone dell'antico invaso del Texcoco.

### Flora e fauna

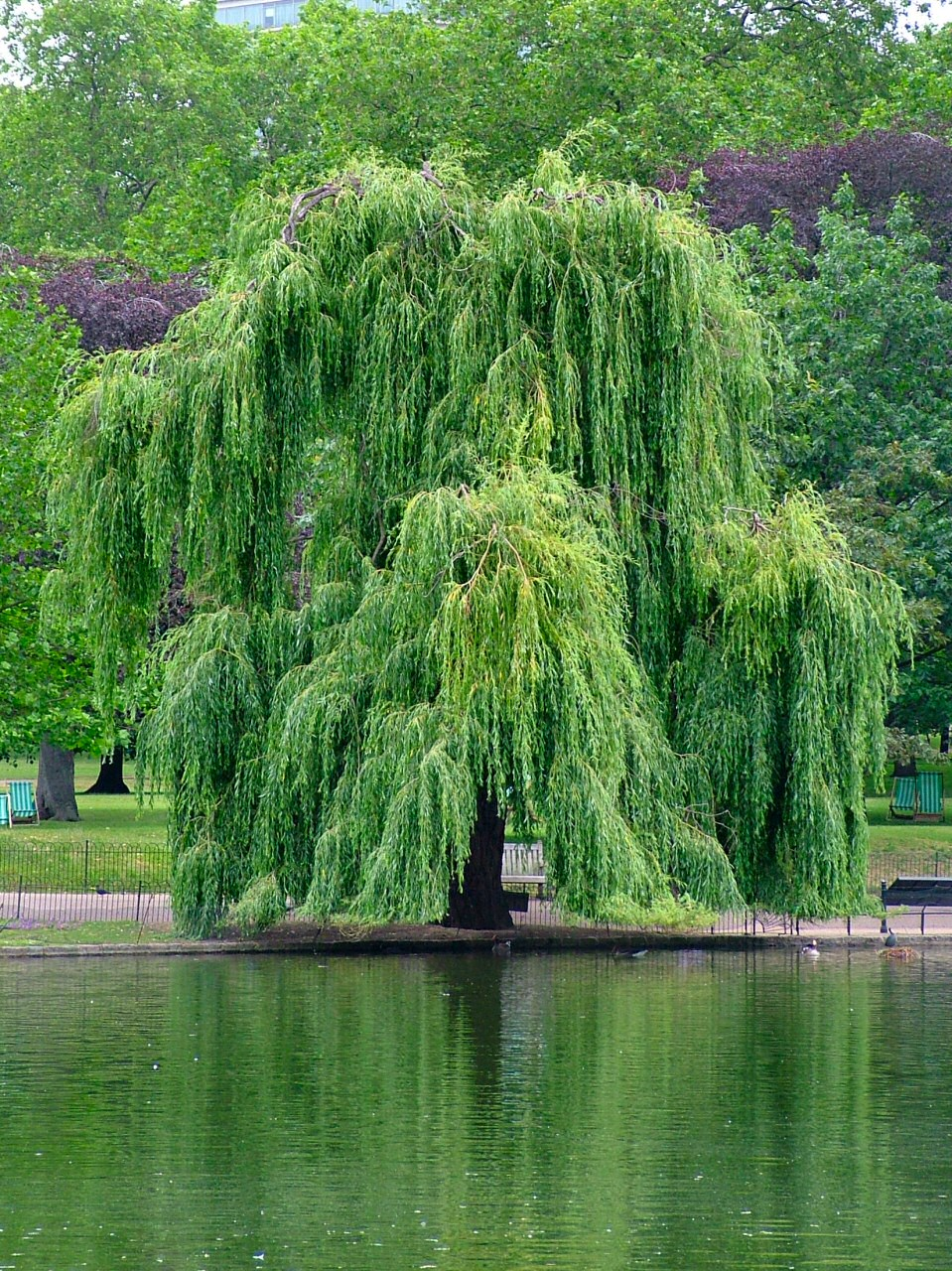
Il salice piangente non era una specie comune nelle rive del lago. L'ahuehuete, una specie di salice messicana, popolava il lago. Si trovano oggi pochi ahuehuete nel parco di Chapultepec, a ponente di quello che fu il lago Texcoco. Un suo parente, l'ahuejote, era impiegato nella costruzione delle chinampas

Gli ecosistemi originari delle riviere lacustri del lago sono stati modificati notevolmente dall'influenza della presenza urbana. Dal loro arrivo nella valle del Messico, gli esseri umani si sono serviti delle risorse del lago per la loro sopravvivenza. Nella riviera orientale, ad esempio, esistono evidenze archeologiche che indicano che in quella regione (Tlapacoya e Tepexpan), gli uomini cacciavano mammut, cervi e altri animali selvaggi.
Con il passare dei secoli, con lo sviluppo della vita sedentaria in Mesoamerica, gli uomini approfittavano di tutto il materiale che il lago poteva fornire. Le sue rive erano coperte da una specie di giunchi (Schoenoplectus acutus) che in Messico erano conosciuti come tule; di salici e altri alberi come ahuehuete (Taxodium mucronatum) e ahuejote (Salix bonplandiana). Era possibile trovare alghe nelle spiagge, e pescare diversi generi di pesci ed anfibi. Il lago era destinazione di numerosi uccelli migratori di diverse specie. Era anche casa per molte specie di mammiferi minori, specialmente roditori.
Un importante utilizzo alimentare delle acque del lago, fin dall'epoca precolombiana, era costituito dall'acquacoltura di cimici acquatiche. Gli Axayácatl, il nome generico con cui si indicano alcune specie di rincoti, commestibili sia come insetto sia come uovo, costituivano popolazioni di grande entità nei laghi salati del Messico. Sia la raccolta degli insetti sia la produzione del "caviale" hanno però subito una drastica contrazione a causa del prosciugamento o dell'inquinamento dei laghi e della forte antropizzazione del territorio nei secoli successivi.
Il prosciugamento dei laghi pose infatti fine alla presenza della maggior parte delle specie autoctone. Gli uccelli migratori si allontanarono dai laghi al centro del Messico, o furono sterminati, come i mammiferi, dalla caccia indiscriminata. Al ridursi l'estensione del lago, la fauna acquatica e la vegetazione soffrirono una riduzione o sparizione in ampie zone della riviera, al punto che oggi, gli alberi della famiglia del salice hanno ceduto il passo ad altri come l'eucalipto, il pirul e il pino.
Solo dopo l'inizio del Progetto Lago di Texcoco è stato possibile restaurare in parte gli ecosistemi nativi. Alla crescita seppur minima dell'estensione del lago, questo si è convertito nuovamente in destinazione delle specie migratorie. Associato a questo, esiste un piano per restaurare la vegetazione, però non è stato possibile realizzarlo causa la mancanza di fondi economici, e per la pressione dell'urbanizzazione. Allo stesso tempo, l'agricoltura—che era stato per molto tempo l'attività principale in località riviere quali Atenco e Texcoco—è decaduta, ragion per cui l'attuale estensione dell'area priva di vegetazione si è ampliata. Questa situazione e le caratteristiche del fondo del lago hanno contribuito a causare a oriente e a nordest dello stesso un deterioramento della qualità dell'aria del nordest della città del Messico, a causa dell'azione del vento che sospende le particelle di terreno.

## Storia del rapporto tra il lago e l'uomo

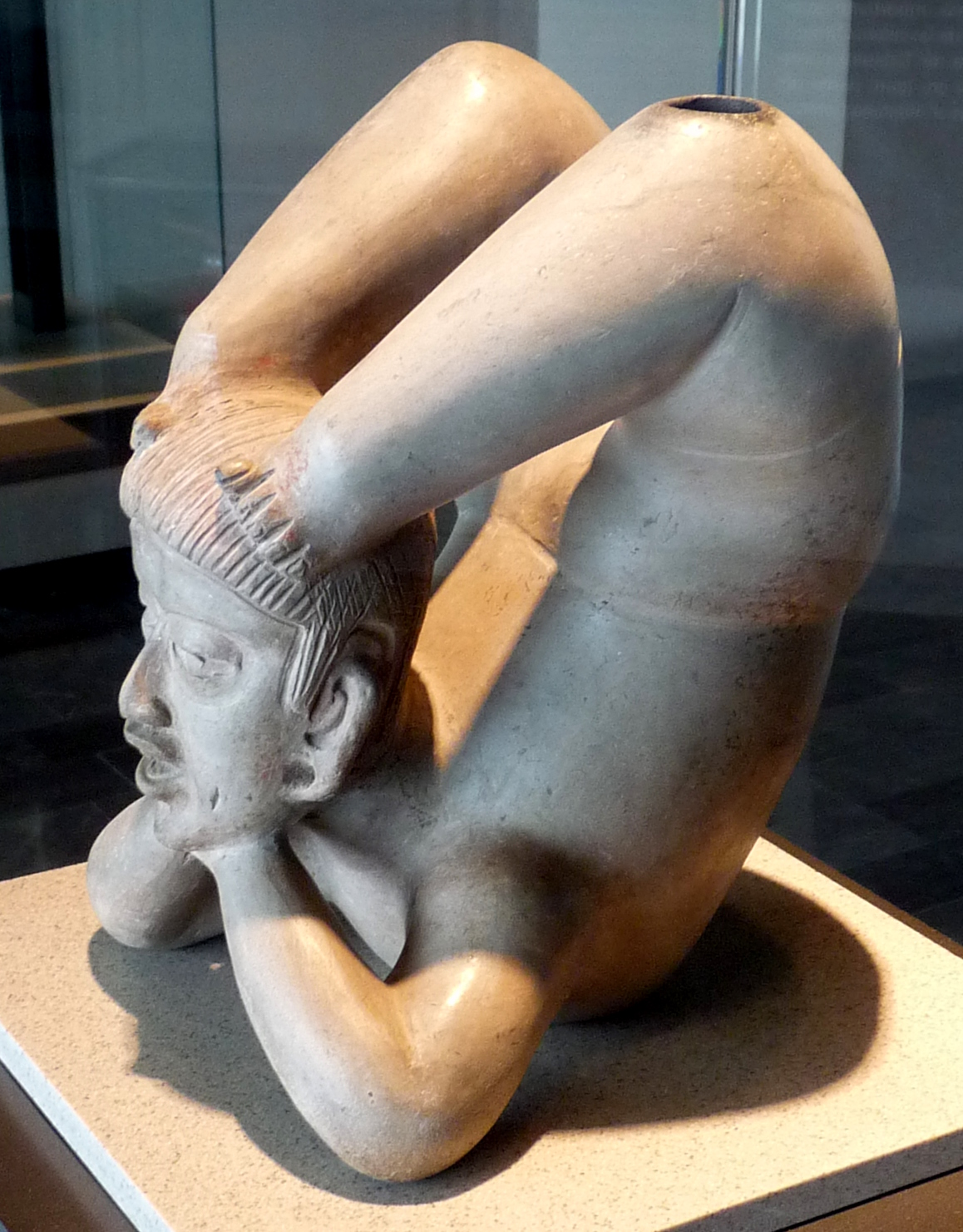
Ceramica di Tlatilco

### Epoca precolombiana
Le rive del lago di Texcoco sono state popolate da almeno venticinquemila anni, come dimostrano i resti archeologici di Tlapacoya. Più recenti sono quelli dell'uomo di Tepexpan, un homo sapiens risalente ad un periodo compreso tra 4.900 e 4.500 anni fa, e della donna del Peñón. I primi abitanti delle rive del lago e degli isolotti si dedicavano alla caccia, alla raccolta e alla pesca.
Luogo di consolidazione della società agricola mesoamericana, le rive del lago si convertirono in uno dei principali centri di sviluppo nel processo di civilizzazione della Mesoamerica. Durante l'orizzonte preclassico (3000 a.C.--150 d.C.), il nordest del lago fu la culla di numerose popolazione che ricevettero l'influenza delle tradizioni ceramiche dell'occidente mesoamericano. Tra questi primi insediamenti si trovano Tlatilco, Zacatenco e El Arbolillo, che appartengono all'attuale stato del Messico. È stata proposta come ipotesi che questi popoli fossero appartenuti alla famiglia linguistica otomangheana, che in quel tempo doveva occupare estese zone del centro e del sud del Messico. D'altra parte, nella zona orientale del lago, Chimalhuacán e Tlapacoya continuavano ad essere centri importanti, dedicati alla coltivazione del mais.
A partire dal II secolo d.C., la popolazione del bacino cominciò a concentrarsi in una delle valli associate al lago, per formare quella che sarebbe stata una delle più importanti metropoli della Mesoamerica, Teotihuacan, ubicata a nordest del lago, dedita all'agricoltura e al commercio interregionale. Teotihuacan fu una città abitata da persone di diverse origini etniche, e fu il cuore della politica, dell'economia e della cultura mesoamericana dal secondo secolo fino all'ottavo secolo, nel quale cominciò il suo periodo di decadenza.
Con la recessione teotihuacana, la conca del lago Texcoco fu una delle destinazioni principali dei gruppi migranti provenienti dal nord della Mesoamerica. Alcuni di questi popoli avevano abbandonato i loro luoghi di origine per la catastrofe ecologica che pose fine alla cultura agricola nel semideserto del nord della Mesoamerica. Altri erano gruppi nomadi di frontiera che sfruttarono la situazione di caos politico dominante nell'area. In più, alcuni abitanti di Teotihuacan si rifugiarono in alcuni paesi sulle rive del lago, come Azcapotzalco, Culhuacan, Chimalhuacán e Portezuelo.
Venuti dal nord erano i chichimeca, popoli di origine nahuatl, che al mischiarsi con la popolazione originaria, diedero luogo alla cultura tolteca nel IX secolo. La sua egemonia non sarebbe durata più in là dell'XI secolo; quando nuove popolazioni nahuas si stabilirono sulle rive del lago Texcoco. Un esempio di loro è Tenayuca, un insediamento nel nordest del lago abitata dai chichimechi. Gli ultimi ad arrivare furono gli Aztechi, che dopo peregrinare per le rive dei laghi di Xaltocan, Texcoco e Xochimilco, finalmente si stanziarono nell'isolotto di México, dove fondarono Tenochtitlán, la capitale dello Stato militare più esteso che conobbe la Mesoamerica.

### Primi interventi umani al lago di Texcoco

#### Chinampas
La maggior parte degli archeologi studiosi del passato precolombiano della valle del Messico convengono che le chinampa sono un'innovazione idraulica che cominciò nel lago Texcoco con l'arrivo delle popolazioni chichimeche (secolo IX d.C.). Rojas Rabiela, basandosi sui lavori archeologici di Ángel Palerm, propone che il periodo di maggiore trasformazione dell'intorno lacustre va dal secolo XIV al XVI. Le chinampas - o giardini galleggianti, come li chiamarono i sorpresi spagnoli che arrivarono nella valle nel XVI secolo - sono una tecnica agricola che permette di strappare al lago maggiori estensioni di superficie coltivabile.
Una chinampa era costruita sul fondo dell'invaso. Si piantavano varie aste di ahuejote che sorreggevano un petate, una specie di stuoia intrecciata di tule, su cui si depositava fango del fondo della laguna fino a che sopra il petate e tra le aste rimanesse un monticello di terra. Con il tempo, le aste producevano germogli e radici che aiutavano a consolidare il terreno coltivabile, di modo che si formasse un'isola artificiale. La chinampa permetteva una maggiore efficienza in agricoltura in paragone ad altri sistemi di irrigazione. Mentre in terraferma si ottenevano fino a due raccolti all'anno, nelle chinamperie si ottenevano - e si ottengono dove si continuano a coltivare - vari raccolti in più.
Tenochtitlan fu costruita quasi interamente su chinampas. La sua costruzione intorno all'isola di Mexico aumentò l'estensione di terreno disponibile all'interno del lago di dieci volte. Però la capitale azteca era vittima della crescita periodica del livello delle acque del lago. Inoltre, le acque che la circondavano erano di poco beneficio per l'agricoltura. Il problema venne risolto attraverso la costruzione di una diga.

#### Lo sbarramento di Nezahualcóyotl
Fu Acolmiztli Nezahualcóyotl che ideò la costruzione di una diga che servisse per controllare il livello delle acque del lago Texcoco. Fu costruito con migliaia di ore-uomo, fornite dagli abitanti dei paesi soggetti alla Triplice alleanza azteca. L'opera venne realizzata durante il governo del tlatoani tenochca Itzcóatl, tra il 1440 e il 1503.
La diga stava tra Atzacoalco, nel nord del lago, e Iztapalapa, al sud. Divideva la laguna in due parti. A oriente, erano le acque salmastre di Texcoco, e a ponente, il bacino si riempì di acque dolci—che non erano potabili—provenienti dai laghi di Xochimilco e Chalco. La divisione fu possibile per il fatto che i laghi di Xochimilco e Chalco si trovano a una maggiore altitudine del bacino orientale di Texcoco. La diga possedeva chiuse che permettevano vuotare l'invaso quando il livello delle acque fosse risultato pericoloso.
Questa costruzione permise il fiorire dell'agricoltura chinampera di Tenochtitlan, e anche di piccoli paesi delle rive o delle isole, come Iztapalapa, Iztacalco e tutti quelli localizzati tra la capitale azteca e la riva nord del colle de la Estrella.

#### Sistema viario
La città di Tenochtitlan era situata a metà di un immenso lago. Questo facilitava il trasporto acquatico e la difesa militare della città, ma d'altro canto complicava la comunicazione terrestre con il resto del bacino. Per questo, gli aztechi idearono la costruzione di tre vie che unissero l'isola con le rive del lago. Verso nord partiva la via di Tepeacaca (o del Tepeyac, che corrisponde alla via di Guadalupe della città del Messico). La via di Tlacopan (oggi via México—Tacuba) univa Tenochtitlan con Tlacopan, uno degli stati confederati della Triplice Alleanza. La più lunga di questo sistema era quella di Iztapalapa (via di Tlalpan e avvenida San Antonio Abad), che con direzione sud arrivava fino ad un isolotto chiamato Xóloc, dove si biforcava. Un braccio si dirigeva a Coyoacán e l'altro a Mexicaltzingo, in territorio del signorato di Iztapalapa.
Le vie erano dotate di porte, e comprendevano numerosi ponti levatoi che potevano isolare la città di Tenochtitlan in caso di uno scontro militare. In più, la via di Tlacopan e il ramo di Coyoacán erano collegati a piccoli acquedotti che provvedevano all'acqua potabile di Tenochtitlan.

### Conquista di Tenochtitlan

Il lago di Texcoco all'arrivo degli spagnoli

Gli spagnoli arrivarono a Tenochtitlan nel 1519. Arrivando dal sudest della valle del Messico, una delle prime località indigene che videro fu Iztapalapa. In quel tempo, la città di Iztapalapa era parte del sistema di popolazione reale che servivano allo stesso tempo come prima linea di difesa per la capitale e come fonte provvisoria di sostentamento e altre necessità. Di Iztapalapa, il cronista Bernal Díaz del Castillo scrive sorpreso:
Il lago di Texcoco, che i mesoamericani avevano appreso come rendere utile molto bene, si convertì in uno dei fattori decisivi per la conquista spagnola. La città di Tenochtitlan, circondata com'era dall'acqua, fu presa facilmente e l'interruzione dei sistemi di fornitura d'acque potabile e alimenti provenienti dalla riviera texcocana e oltre. Secondo quanto raccontano le cronache indigene, raccolte alcuni anni dopo la guerra in lingua nahuatl, praticamente tutte le popolazioni intorno al lago si allearono con gli spagnoli.
Dopo che gli invasori furono espulsi da Tenochtitlan il 30 giugno del 1520, furono ricevuti dai paesi del ponente della valle, che li aiutarono ad arrivare a Tlaxcala. Lì poterono riorganizzarsi per intraprendere l'attacco finale. Come parte della strategia, Hernán Cortés ordinò la costruzione di dodici brigantini, che furono armati nella spiaggia di Texcoco, a oriente del lago omonimo. Per farli passare alla laguna, gli spagnoli distrussero la diga di Nezahualcóyotl.
Il risultato di questa guerra, si sa, fu il sottomettersi dello Stato azteco alla corona spagnola. Il saldo fu di migliaia di morti, a causa della carestia, dello scontro con gli spagnoli, e delle epidemie causate da microbi sconosciuti in Mesoamerica. In questo modo, la città di Tenochtitlan si convertì in un fuoco di infezione che non permetteva di stabilire il governo coloniale sull'isola. Così, la corte si stabilì a Coyoacán, mentre gli indigeni si incaricavano della pulizia della capitale tenochca.

### Dal viceregno al XX secolo: una lotta contro il lago

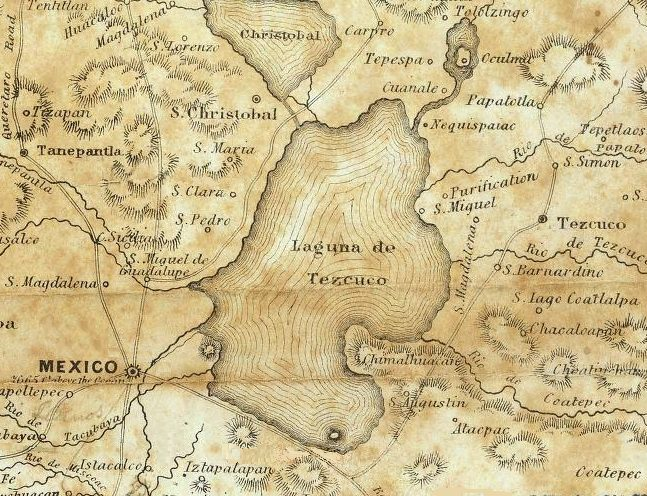
Dettaglio di un'antica mappa della Valle del Messico con il lago Texcoco: si osserva la sparizione della laguna, che circondava la città a occidente

Sebbene fosse consigliato lo stabilimento del governo in una località sulla terraferma, come Coyoacán o Texcoco, Hernán Cortés decise di spostarsi a México. Gli spagnoli, ricostruirono quasi tutta l'infrastruttura idraulica del lago. Ricostruirono l'acquedotto di Chapultepec, che forniva l'acqua potabile "più chiara del cristallo". Ricostruirono le tre vie che univano l'isola con la terraferma. Ma non fecero lo stesso con la diga, fatto che determinò il prosciugamento dei laghi della valle del Messico.
Gli sbarramenti e le vie, oltre a regolare il livello delle acque, servivano per la conservazione delle stesse in alcune sezioni del lago di minore profondità, che durante l'estate si seccavano. Tuttavia, la mancante ricostruzione delle opere di ingegneria idraulica precolombiane da parte dei conquistatori coloniali provocarono la scomparsa graduale, nel giro di pochi anni dalla conquista, della laguna de México—il settore occidentale del lago di Texcoco. A questa mancanza di attenzione verso l'utilità del sistema di chiuse, ci sarebbe da sommare la chiusura di numerosi canali che solcavano il Messico, al punto che nel XVIII secolo, solo sette acequie attraversavano la città.
La discesa delle acque, e l'introduzione di nuove abitudini europee, diedero come risultato che il resto della laguna si convertisse in un magazzino di "acque di cattivo e pestilenziale odore, che non poco arreca danno alla città, specialmente quando in estate si secca parte di esse", come avrebbe scritto Antonio de Ciudad Real, a proposito della sua visita alla capitale novohispana. Alla fine, i colonizzatori non trovarono nessuna utilità nel lago. Il lago non forniva acqua per l'agricoltura, né cresceva nessun pesce che valesse la pena—perlomeno agli occhi degli europei--; e il colmo, fino il sale che da esso si otteneva era disprezzato. Più che una fonte di vita quale era per i mesoamericani, il lago di Texcoco si convertì in una minaccia per la vita urbana della città.
La orgogliosa capitale della Nueva España fu teatro di molteplici alluvioni durante il periodo coloniale. La prima di queste fu quella del 1555, che motivò la pianificazione di un sistema di drenaggio delle acque della valle. Il piano fu abbandonato con il retrocedere del livello delle acque. Altre memorabili inondazioni furono quelle avvenute nel 1580, 1607, 1622, 1629, 1707, 1714, 1806, 1819; e già nel periodo del Messico indipendente, nel 1856, 1865, 1900, 1901, e 1910. L'alluvione del 1622 ebbe luogo come conseguenza di un imprudente ordine del viceré Gelves, che ordinò di chiudere le porte del sistema drenante già iniziato da Enrico Martínez per sincerarsi che realmente la città era minacciata dalle esondazioni. La peggiore delle esondazioni fu quella del 1629, della quale scrive Vicente Riva Palacio:
Resosi conto della supposta inutilità e pericolosità del lago, il governo coloniale spagnolo dette inizio alle opere di drenaggio che infine portarono alla sparizione della quasi totalità del lago di Texcoco e dei suoi quattro fratelli del nord e del sud. Questo compito si concluse nel XX secolo, con i lavori del Grande Canale di Scarico iniziati dal governo di Porfirio Díaz; così come il Drenaje Profundo de la Ciudad de México, la cui prima tappa si concluse nel 1975.

#### Piani del viceregno per lo svuotamento del bacino di Texcoco
Come si è detto, l'alluvione del 1555 fu il motivo che condusse alla decisione di implementare un sistema di drenaggio per il lago di Texcoco. Lo stesso fu pianificato dal viceré Luis de Velasco, sebbene, come anche si è segnalato, fu abbandonato al diminuire il livello delle acque. L'inondazione del 1607 fu quella che portò a mettere in pratica il piano. Davanti alla situazione catastrofica della capitale, il viceré Velasco convocò alla costruzione del nuovo sistema di scarico. I lavori erano a carico del già menzionato Martinez. Questo ingegnere di origine tedesca propose la costruzione di un tunnel dalla laguna di San Cristóbal (il settore sud del lago di Xaltocan) verso il fiume Tula, attraverso Huehuetoca. Il proposito era evitare le esondazioni del fiume Cuautitlan che affettavano il livello delle acque a Zumpango, causando effetti avversi anche al lago di Texcoco, essendo quest'ultimo più basso del primo.
La costruzione iniziò lo stesso anno, e si concluse un anno più tardi. Tuttavia, mal costruito com'era, il Taglio di Nochistongo non servì molto a causa delle multiple carenze, e la città fu nuovamente annegata. Inoltre, le spese della costruzione furono superate da quelle per le riparazione. Secondo un'informativa presentata al viceré García Guerra, le uscite per la costruzione dello scarico si elevavano nel 1612 a 413.324 pesos.
Dopo che la città permase inondata per sei anni, il progetto di Martínez fu rifiutato e si decise di aprire un taglio aperto verso Huehuetoca, anch'esso a partire dal lago di San Cristóbal. Altri, più influenti a causa delle leggende originarie dell'inizio della colonia, pensavano che era possibile trovare una via per far defluire le acque naturalmente, che fosse sconosciuta. Secondo questa corrente, a Pantitlán (oriente dell'attuale Distrito Federal) esisteva un pozzo la cui porta poteva essere aperta solo con una chiave che, per sorte avversa, solo gli indios sapevano dove stava. L'esistenza di questo pozzo avrebbe spiegato come durante l'epoca precolombiana, la città non si fosse inondata come nell'epoca del viceregno. Chiaramente, il pozzo di Pantitlán non è mai esistito.
Nella costruzione del Canale di Huehuetoca—che aprì artificialmente il bacino endoreico della valle del Messico per drenarla verso il bacino del río Pánuco—parteciparono migliaia di indigeni. A differenza del primo drenaggio secondo il piano di Martínez, il taglio di Nochistongo fu pianificato come un canyon, e ci volle un secolo per vederlo concluso. Riva Palacio segnalava che una delle cause della crisi demografica della valle del Messico durante il XVII secolo fu precisamente la costruzione dello scarico.

#### Il Gran Canale di Scolo

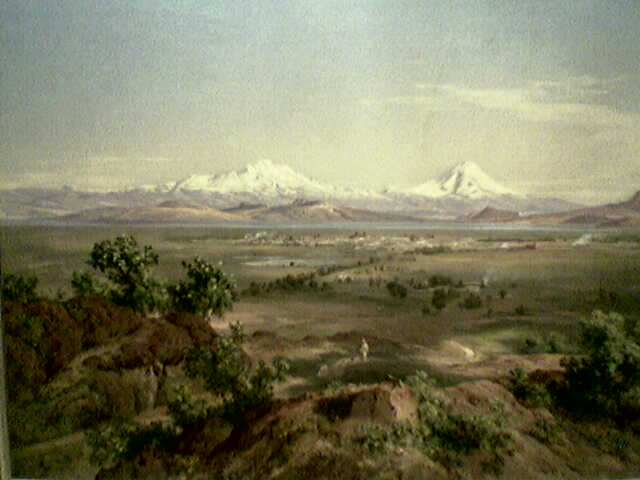
La valle del Messico, in un dipinto di José María Velasco: tra i vulcani e la città, si scorge il lago Texcoco

Dalla sua visita alla valle nel 1804, Alexander von Humboldt aveva avvertito la necessità di creare un canale direttamente dal lago Texcoco con il proposito di evitare le catastrofiche inondazioni che avevano isolato la città del viceregno. L'anno seguente, la città tornò nuovamente ad essere invasa dalle acque.
Durante il XIX secolo, lo scenario politico in Messico non si prestava per l'impegno di costruire monumentali opere di scolo come era quella raccomandata da Humboldt. Tuttavia, i laghi di Texcoco, Xaltocan e Zumpango cominciavano a ridursi di superficie, dopo la deviazione del fiume Cuautitlán dalla sua foce naturale a Zumpango verso il fiume Tula. In quell'epoca, la città comunicava con i laghi di Xochimilco e Chalco principalmente tramite il canale di La Viga. Questo passava per vari paesi dediti all'agricoltura situati nei vecchi isolotti della scomparsa laguna México. Tra loro erano Iztacalco, Santa Anita Zacatlamanco, San Juanico Nextipac e Mexicaltzingo. Nel decennio del 1840, si introdussero le prime barche a vapore per il trasporto nel canale, che si era convertito in uno dei luoghi favoriti degli abitanti di Città del Messico.
Nel 1856, una nuova alluvione nella città rese chiaro che le opere di drenaggio del viceregno fossero superate. L'ingegnere Francisco de Garay riprese l'idea di Humboldt, e propose la creazione di un nuovo canale di scolo. I lavori iniziarono nel 1866 e si conclusero nel 1900. Il 17 marzo di quell'anno, Porfirio Díaz, presidente del Messico alla sua penultima rielezione, inaugurò le opere di drenaggio. Queste consistevano in un canyon di 39 chilometri di lunghezza—propriamente, il Gran Canale di Scolo, che nell'anno 2006 ha cominciato ad essere intubato—e il primo tunnel di Tequisquiac, di dieci chilometri di lunghezza.

#### Opere di drenaggio moderne del lago di Texcoco
Si supponeva che con le opere porfiriane, il problema delle inondazioni fosse risolto una volta per tutte. Tuttavia, verso la metà del decennio 1920, il sistema presentava già molte falle. Come avrebbe dimostrato nel 1947, l'ingegnere Nabor Carrillo, l'estrazione di acqua dagli acquiferi della valle del Messico produsse una perdita della pendente del sistema di collettori di scarico. Nel 1950 diede inizio a un nuovo ampliamento dei collettori, e si provò ad aumentare la velocità di uscita dell'acqua, per mezzo della costruzione di un nuovo tunnel a Tequisquiac, che fu concluso nel 1954.
Nel 1938 l'ultimo canale che attraversava la zona urbana, quello di la Viga, era stato chiuso definitivamente. Su di esso si costruì un viale che portava lo stesso nome. Ugual sorte toccò tra il 1954 e il 1957 ai fiumi Churubusco, Remedios, del Consulado e della Piedad. Nel 1967 iniziò la costruzione del sistema di drenaggio profondo di Città del Messico. Secondo il progetto originale, il sistema comprendeva due intercettori di cinque metri di diametro e diciotto chilometri di lunghezza. Entrambi scaricavano all'emissore profondo, che a sua volta scarica nel sistema di drenaggio del Lago di Texcoco. Così, il lago Texcoco finì per vedersi ridotto a una infima parte della sua superficie iniziale. Come se non bastasse il sistema di drenaggio profondo mischia le acque dei fiumi che bagnano il ponente della valle con le acque nere di scarico della città, senza beneficiarne; mentre gran parte dell'acqua potabile che si consuma a Città del Messico dev'essere importata dai bacini di fiumi Balsas e Lerma.

#### Il recupero del lago
Nella seconda metà del XX secolo, la situazione ambientale nella valle del Messico vedeva le opere di drenaggio profondo mostrare i suoi punti deboli, e fintanto che fosse continuata la crescita demografica della città la questione dello svuotamento della conca si sarebbe complicata sempre più. In questi anni, estese aree del vecchio lago di Texcoco erano state incorporate alla zona urbana. Già lo avevano fatto gli attuali territori di Iztacalco, Benito Juárez e Venustiano Carranza. Cominciava la colonizzazione della parte orientale, specialmente nell'enorme divisione chiamata Ciudad Nezahualcóyotl, che all'epoca apparteneva al comune di Texcoco.
Le sabbie e i sali del letto del lago ormai asciutto si convertivano alla minore provocazione del vento in grandi mulinelli di soda che bagnavano la costa orientale della città nella stagione secca. In tempo di pioggia invece, le strade si convertivano in paludi, grazie alla quantità di argilla depositatasi nel bacino nel tempo.
Nel 1965 si instaurò il Plan Texcoco, comandato dagli ingegneri Nabor Carrillo e Gerardo Cruickshank. La base del piano consisteva nella reidratazione delle aree sterili del vecchio lago. Così, la città si sarebbe vista libera da inondazioni, l'equilibrio ecologico si sarebbe restaurato e la necessità di importare acqua da altri bacini sarebbe stata sostituita dall'esportazione delle eccedenze idriche verso il fiume Pánuco. Nel 1971 fu creata la Commissione del Lago di Texcoco, agli ordini della segreteria di risorse idrauliche, in seguito sciolta. Furono dichiarate aree di proprietà federale diecimila ettari di terreno salino ubicati tra l'oriente della città e Texoco de Mora.
Una parte delle acque trattate della città del Messico, così come quelle che sono espulse dalla sierra de las Cruces tramite i fiumi intubati che attraversano la città, è servita per la creazione di piccoli laghetti artificiali nella zona. La maggior parte di esse porta il nome di Nabor Carrillo, e ha una superficie di mille ettari. Tuttavia, il progetto non è stato completato per la mancanza di risorse economiche e per la priorità concessa alle opere di drenaggio profondo.
Comunque, gli scarsi frutti che fino ad adesso ha ottenuto il Progetto Texcoco hanno dimostrato essere abbastanza positivi perlomeno per l'ambiente. Alcune specie di uccelli migratori sono tornati alla valle del Messico, dopo una lunga assenza provocata dalla sparizione delle loro nicchie.

#### Un nuovo aeroporto per Città del Messico
Il Progetto Vuelta a la ciudad lacustre, elaborato tra gli altri da Alberto Kalach, contemplava la costruzione di un aeroporto nella zona federale del lago di Texcoco. Questo aeroporto, secondo i piani dello stesso Kalach, doveva essere costruito in un momento nel quale circa metà dei diecimila ettari della zona furono inondati nuovamente.
Nel 2001 il governo del presidente Vicente Fox annunciò la convocatoria per la costruzione di un nuovo aeroporto per la città del Messico, in vista del fatto che l'attuale Aeropuerto Internacional de la Ciudad de México risultava poco funzionale. Vennero presentati due progetti: uno, che pretendeva la costruzione del terminal a Tizayuca, e l'altro, nella zona federale del lago di Texcoco. Le autorità optarono per la seconda proposta. Tra gli argomenti sfoderati a favore ci sono la inutilità agricola del terreno sterile texcocano, e ovviamente, che una parte dei finanziamenti ottenuti per l'operazione dell'aeroporto sarebbero stati destinati al Progetto Texcoco. Al contrario, molti gruppi ambientalisti e specialisti pensavano che la costruzione dell'aeroporto ad Atenco avrebbe potuto trarre conseguenza negative per i dintorni della regione.
L'inconveniente risultò il possesso del terreno da parte di vari campi comuni dei comuni dell'oriente del Messico. La discordanza con il prezzo che si pretendeva pagare come indennizzo, così come altre questioni di ordine politico, portarono vari di questi paesi a protestare contro il governo federale. Guidati dai possidenti di San Salvador Atenco, capoluogo comunale di Atenco, vari commissariati si opposero alla costruzione del terminal sulla loro terra, e in seguito ottennero, a base di proteste nella quale brillarono i machete campagnoli, che la Secretaría de Comunicaciones y Transportes desistesse dalla costruzione dell'aeroporto nell'agosto del 2002, dopo che un latifondista di San Salvador fu assassinato in uno scontro con la Policía Federal Preventiva.

## Geografia umana

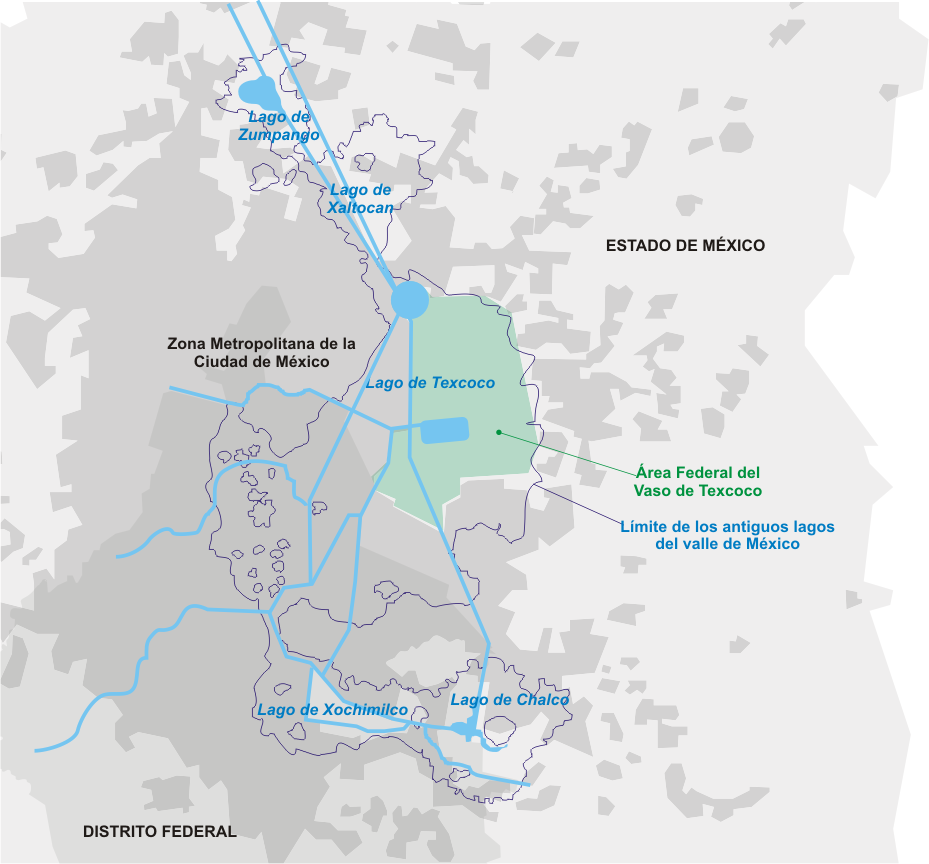
Mappa comparativa dell'area della città del Messico e gli antichi laghi della valle

La valle del Messico, nella quale si trova il lago di Texcoco, è la regione con la maggiore densità demografica in Messico. Estese porzioni di quello che fu il lago sono oggi occupate dalla zona urbana, la cui espansione verso la regione prosciugata cominciò dal momento in cui gli effetti del sistema di drenaggio diedero i loro primi risultati. Tuttavia, non fu che fino al XX secolo quando la città si spalmò su tutte le direzioni. Nei primi tre decenni del secolo, si crearono divisioni urbane a ponente e a sud della città, che oggi formano parte delle delegazioni Cuauhtémoc, e Benito Juárez. Più tardi, l'espansione si sarebbe diretta principalmente verso oriente, a causa della stessa topografia e dei bassi costi del prezzo della terra. Nel decennio del 1940, si avevano già incorporato i territori che appartengono alle delegazioni Iztacalco e Venustiano Carranza.
Tuttavia, la crescita demografica raggiunse il culmine durante la seconda metà del secolo. In quegli anni, le trasformazioni economiche del paese motivarono la migrazione della campagna alle città. Ora, estese aree di quello che fu il lago erano occupate principalmente da emigranti provenienti dagli Stati del paese. Fu così come a poco a poco rimasero incorporate alla città numerose popolazioni che prima erano state indipendenti, come i paesi di Iztapalapa a sudest, o Ecatepec a nordest.
Attorno alla città si vennero creando cinture di miseria caratterizzate dalla mancanza di servizi pubblici. Questo accadde specialmente nella parte orientale del Distrito Federal, nella parte orientale di Ecatepec, e a ponente di Chimalhuacán e Texcoco. Questi comuni messicani videro convertite le terre salate del lago Texcoco in enormi suddivisioni dove oggi vivono milioni di persone. Solo il comune di Nezahualcóyotl, scisso da Texcoco, alberga una popolazione superiore a un milione e 300 000 abitanti in una superficie di 66 chilometri quadrati. Per molto tempo, Nezahualcóyotl (Nezahualodo, Nezayork, Minezota, come venne conosciuta popolarmente) si convertì nella zona emarginata per eccellenza nella città del Messico. La fama le è rimasta, sebbene realmente non sia più la polveriera di primavera né il pantano d'estate che soleva essere nei suoi primi due decenni. Le cinture di autentica miseria si sono spostate ancora di più verso le spiagge, in zone di Ixtapaluca, Chicoloapan, Texcoco, Atenco; o nel vecchio lago di Chalco, dove vivono 300000 persone nel comune di Valle de Chalco Solidaridad, scisso da Chalco de Díaz Covarrubias.
Nel bacino di Texcoco e zone limitrofe — cioè in quello che il Consejo Nacional de la Población definisce come Área metropolitana del valle de México (AMVM) - vive circa il 19% della popolazione messicana. In cifre, più di 19 milioni di persone. La zona orientale dell'AMVM, o in altre parole, la zona corrispondente agli antichi laghi, continua ad essere la più deturpata dalla grande città. Funziona come città dormitorio, dato che la maggior parte delle fonti di lavoro della città si trovano nel centro dell'area metropolitana.